# Abu al-Hasan al-Shadhili
Abu al-Hasan al-Shadhili, född 1175, död 1258, grundare av den sufiska orden Shadhiliyya.